# Кампарада
Кампарада (итал. Camparada) — коммуна в Италии, в провинции Монца-э-Брианца области Ломбардия.
Население составляет 1703 человека, плотность населения составляет 1703 чел./км². Занимает площадь 1 км². Почтовый индекс — 20050. Телефонный код — 039.